# Петро-Николаевка
Петро-Николаевка (укр. Петро-Миколаївка) — село в Лутугинском районе Луганской области Украины. Под контролем самопровозглашённой Луганской Народной Республики. Входит в Волнухинский сельский совет.

## География
Село расположено на реке под названием Луганчик. Ближайшие населённые пункты: посёлок Лесное, сёла Новофёдоровка, Волнухино на западе, Шёлковая Протока на юго-западе (все три села выше по течению Луганчика); посёлки Ключевое, Георгиевка, город Лутугино на северо-западе, сёла Глафировка на севере, Переможное на северо-востоке, Верхняя Ореховка, Пятигоровка, Первозвановка (все три ниже по течению Луганчика) на востоке, Карла Либкнехта на юго-востоке.

## Население
Население по переписи 2001 года составляло 157 человек.

## Общие сведения
Почтовый индекс — 92031. Телефонный код — 6436. Занимает площадь 0,123 км².

## Местный совет
92031, Луганская обл., Лутугинский р-н, с. Новофёдоровка, ул. Советская, 23; тел. 99-2-60